# Rio de Cachoeirinha
O rio de Cachoeirinha(no município de Wagner), conhecido na literatura também como rio das Lajes, é um curso de água, afluente do rio Utinga, que, por sua vez é afluente do rio Santo Antônio, que é afluente do rio Paraguaçu que nasce na Chapada Diamantina na região central do estado da Bahia. 
O rio de Cachoeirinha tem como importância principal o abastecimento Povoado de Cachoeirinha, distrito do município de Wagner e abastecimento para agricultura da região, sobretudo, cafezais. Muito conhecido por ter sua água doce e isenta de poluição, este rio desempenhou papel importante no tempo da mineração, sobretudo na exploração do diamante carbonado em suas margens, na segunda metade do século XIX. O carbonado, descoberto no Brasil no ano de 1843, na Chapada Diamantina, caracteriza-se por ser um agregado de microdiamantes que se distribui de forma aleatória  resultando numa dureza relativa maior do que a do diamante comum, e era, por isso, componente principal das brocas de escavação de túneis e galerias em todo o mundo .
Às margens deste rio desenvolveu-se um povoado de nome Cachoeirinha, e o lugar se tornou um centro cultural e comercial da região, tal como Campestre, Cochó, Orobó e Lençóis em meados do século XIX. Na condição de centro regional, foi também berço de entrada do presbiterianismo no Brasil, pois aí se instalou missões evangélicas provenientes dos Estados Unidos da América com finalidade de pregação evangélica e educação, com fundação do colégio Instituto Ponte Nova em 1906.

## Características

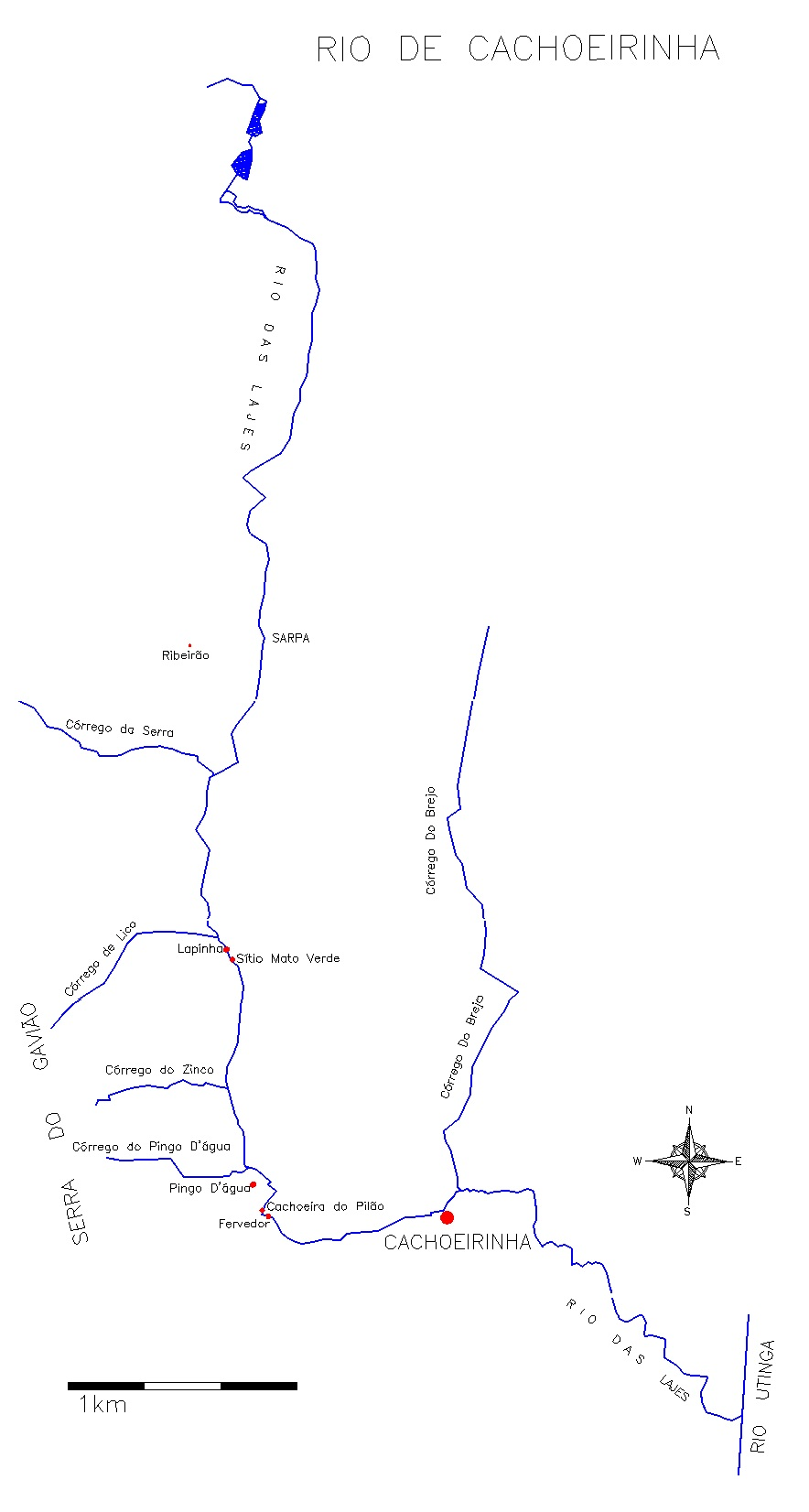
Rio e seus córregos afluentes

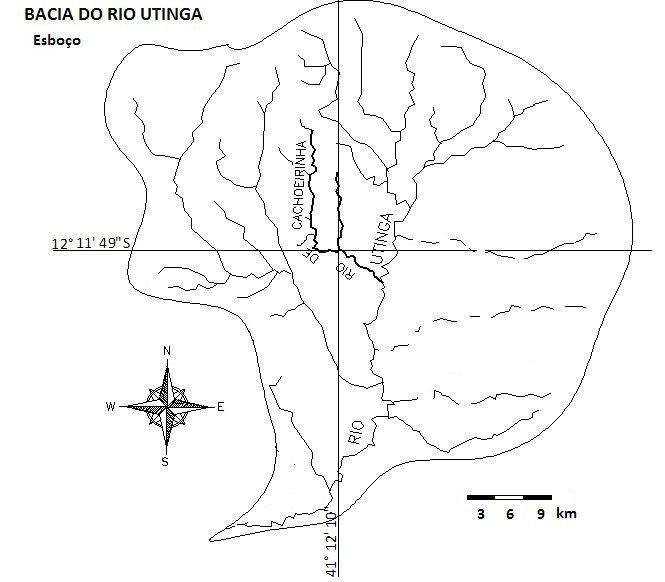
Localização do rio na bacia hidrográfica do rio Utinga

O rio Cachoeirinha é um rio perene, ou seja, permanente, tendo seus picos em final de outubro a dezembro, e até março com a chegada das trovoadas. Devido à falta de chuvas, ou estiagem prolongada, que tem sido geral em todo o Nordeste do Brasil, associado também à grande demanda para agricultura próximo à cabeceira, nos meses mais secos, ou seja, de setembro a março, este rio tem sua vazão bastante diminuída, como ocorreu no ano 2012, onde foi registrado pela primeira vez na sua história, até onde se sabe, a interrupção de seu curso, e que se repetiu em 2013 a 2018, exceto em 2014, perdendo, destarte, a condição de rio perene. Isto porque, a partir da década de 1990, alguns de seus córregos principais secaram, como o córrego do Zinco e o principal córrego da serra do Ribeirão e todos os provenientes da serra do Gavião. Outros se vitalizam apenas sazonalmente. 

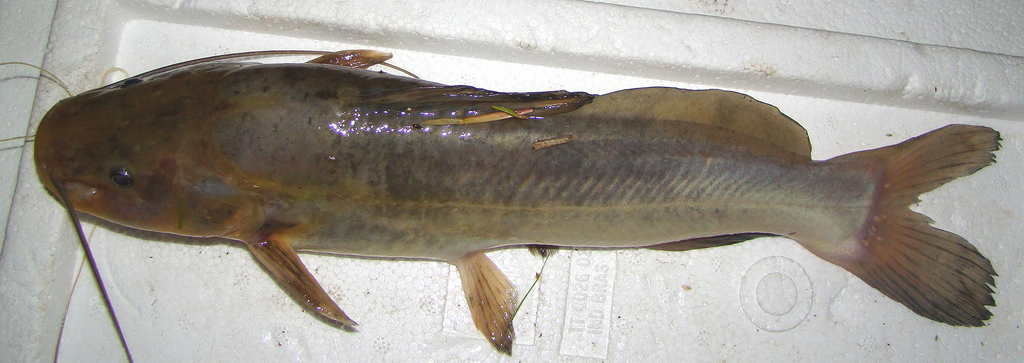
Peixe jundiá

Suas margens compõem-se de vazantes em maior parte, ideal para cultivo de mandioca, andu, feijão-de-corda, arroz, dentre outros. Este rio também é usado para irrigação de plantações de café à sua cabeceira, de forma racional,[carece de fontes?] onde represas de regularização diminuem as oscilações de vazão requerida na irrigação. Em boa extensão de sua várzea, sua margens são de terreno irregular, cheio de crateras do tempo da exploração de diamantes e carbonatos, sendo, por isso, pouco aproveitável para agricultura. Jaqueira e mangueiras de grande porte são vistos em sua margem; a mata ciliar relativamente preservada abriga árvores como cedros, copaíba, aroeira,sucupira, maçaranduba, e madeira de lei como vinhático e pau-d'arco (ipê).
Os peixes ali existentes são: traíra, jundiá, e outras espécies conhecidas apenas como piaba (caris, tainha, cascudo). Mas atraído pelas suas água e pelo ecossistema que se gera, temos:
Cobras: coral, jararaca, cainana, cobra-preta (muçurana), jararaca verdadeira, jibóia, cascavel, corre-campo, cobra-de-cipó, dentre outras.
Mamíferos: veado, paca, cutia, ouriço-cacheiro, quati, tamanduá, caetetu, gato-do-mato, tatu, raposa, suçuarana, capivara, dentre outros.
Aves: jaós (zabelê), gavião, araponga, urutau, jacu, perdiz, três-potes, sariema e mais. 
Temos ainda répteis como jacaré, e lagartos como teiú e calangos.

## Geografia

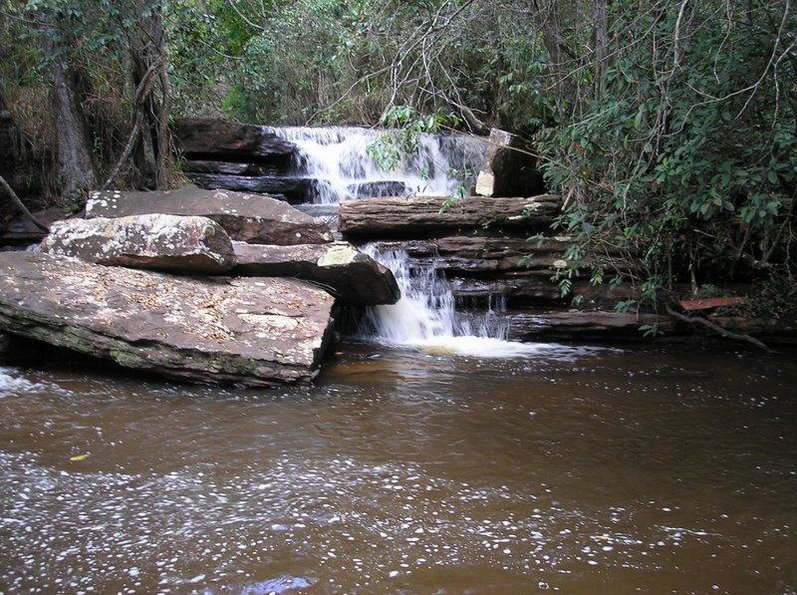
Cachoeira do Pilão, em Cachoeirinha (Wagner)

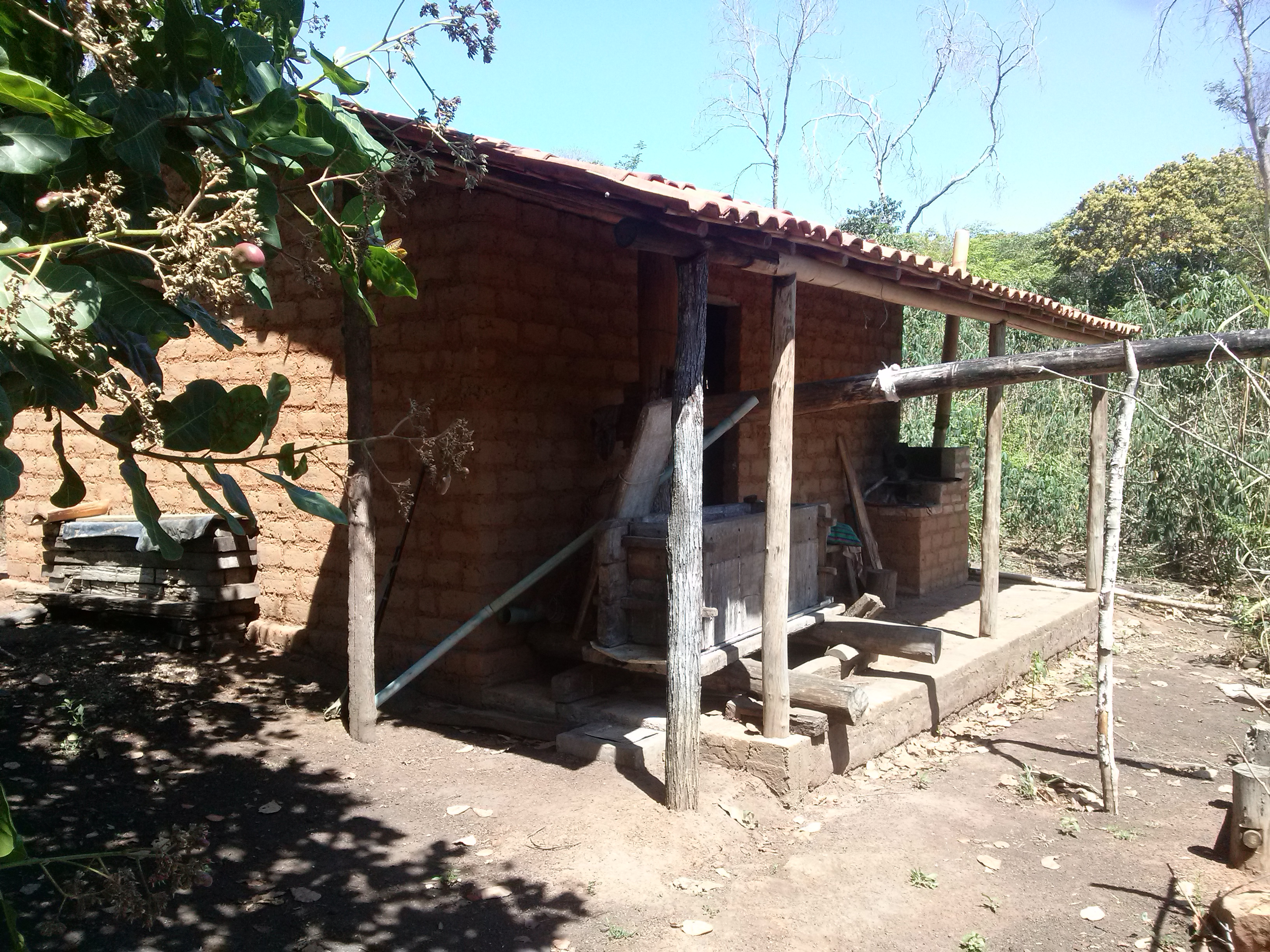
Casa onde a mandioca é processada de forma artesanal para transformá-la em farinha-de-mandioca, às margens do Rio de Cachoeirinha.

O rio tem extensão aproximada de 35 km. Situado entre o rio Utinga e rio do Bonito, este último também afluente do rio Utinga, afluente do rio Santo Antônio, o qual deságua no rio Paraguaçu, sendo todos , portanto, componentes da Bacia do Paraguaçu.  Sua nascente fica na junção dos limites dos municípios de Wagner, Utinga e Bonito. Como a maioria dos afluente perenes do rio Utinga, o rio das Lajes  tem sua contribuição pelo lado direito. Esse rio é formado graças à formação de restituição de metassedimentos da Chapada Diamantina, aliada a bons índices pluviométricos que chega a 1200 mm anuais. Sua vazão normal é de apenas alguma dezenas de litros por segundo. Corre em sua maior extensão em vales mas profundos. Neste trecho escavou até encontrar o cascalho, porém, próximo à sua foz, ao encontrar região de planície, dá espaço a brejos e bancos de areia fina. As principais comunidades que se beneficiam deste rio são, em ordem da cabeceira para foz: Faz. Sarpa, Povoado do rio das Lajes, Lapinha, Faz. Pilão, Faz. Pingo D'água, Cachoeirinha e Pirajá.
Os principais e maioria dos córregos tem nascentes na serra Do Gavião, com água doce e cristalina. A serra do Gavião serve como uma vertente, pois do seu lado oeste as águas tem contribuição para o rio do Bonito. 
A formação fissural (não-cárstica) permite o acúmulo de água subterrânea, evidenciado no poço tubular localizado próximo ao sítio Pingo D'àgua às margens deste rio (sua localização exata é 12°11'43,2S 41°13'33,1W). e que tem vazão suficiente para abastecer o Povoado de Cachoeirinha com usos variados, água doce STD (sólidos totais dissolvidos) de apenas 32,5 mg/L, é caracterizada como água doce pela FUNASA numa escala que vai de 0 a 500 mg/L. O poço se encontra em operação (fevereiro de 2017) e é a principal fonte de água nesta ocasião) e sua profundidade é de 101,5 metros com sucção feita por bomba elétrica trifásica submersa.

## Turismo

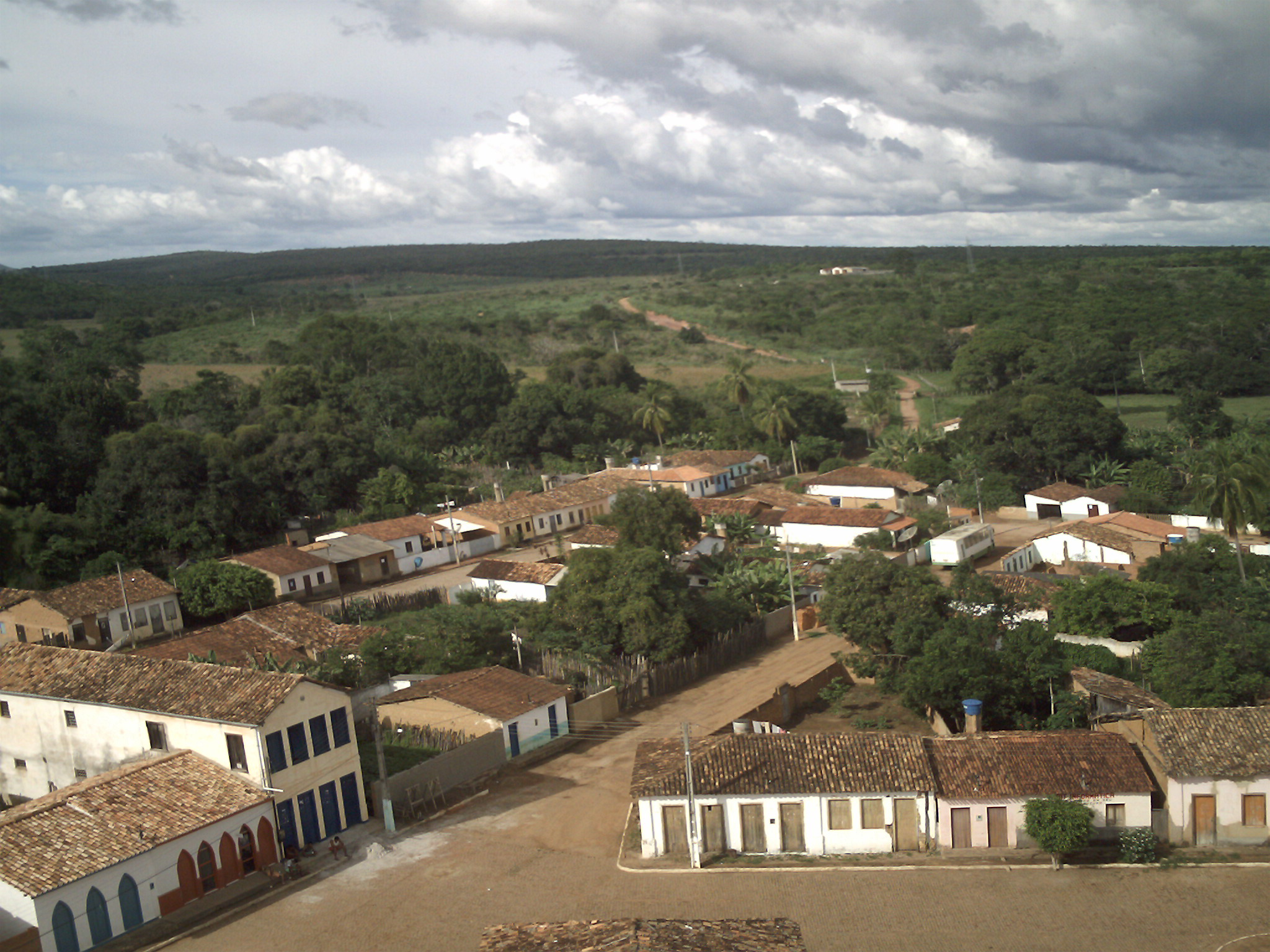
Povoado de Cachoeirinha às margens do rio de Cachoeirinha município de Wagner

O rio tem duas cascatas, uma no trecho entre Cachoeirinha e Wagner e outra logo após Cachoeirinha e tem o nome de Cachoeira do Pilão, por ter havido um pilão d'água nas suas proximidades, há muito tempo.
A cachoeira do Pilão, com dois pontos distintos, as quedas d´água em si, e uma região de lajedo (rocha exposta), apropriada para banhos, passeios, e outras forma de lazer, tem atraído a população do município de Wagner, sendo uma opção de lazer no município.